# Queensbridge

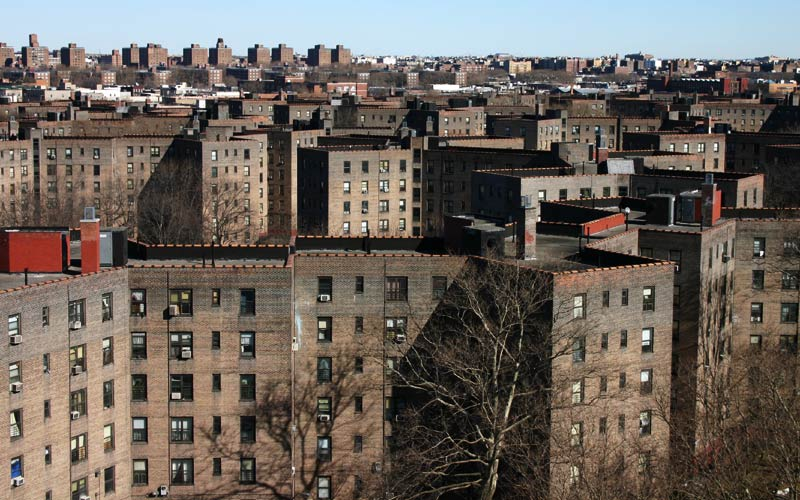
Queensbridges karaktäristiska Y-formade sexvåningshus.

Queensbridge (också kallat QB och The ’bridge) i Queens i New York, är ett av de första federala bostadsprojekten i USA och öppnades 1939 av Franklin D. Roosevelt samt dåvarande borgmästaren Fiorello La Guardia. Namnet kommer från närliggande Queensboro Bridge som förbinder Manhattan med Queens. Omkring 7 000 personer bor i de 3 101 lägenheterna, fördelade på 26 höghus.

## Infrastruktur

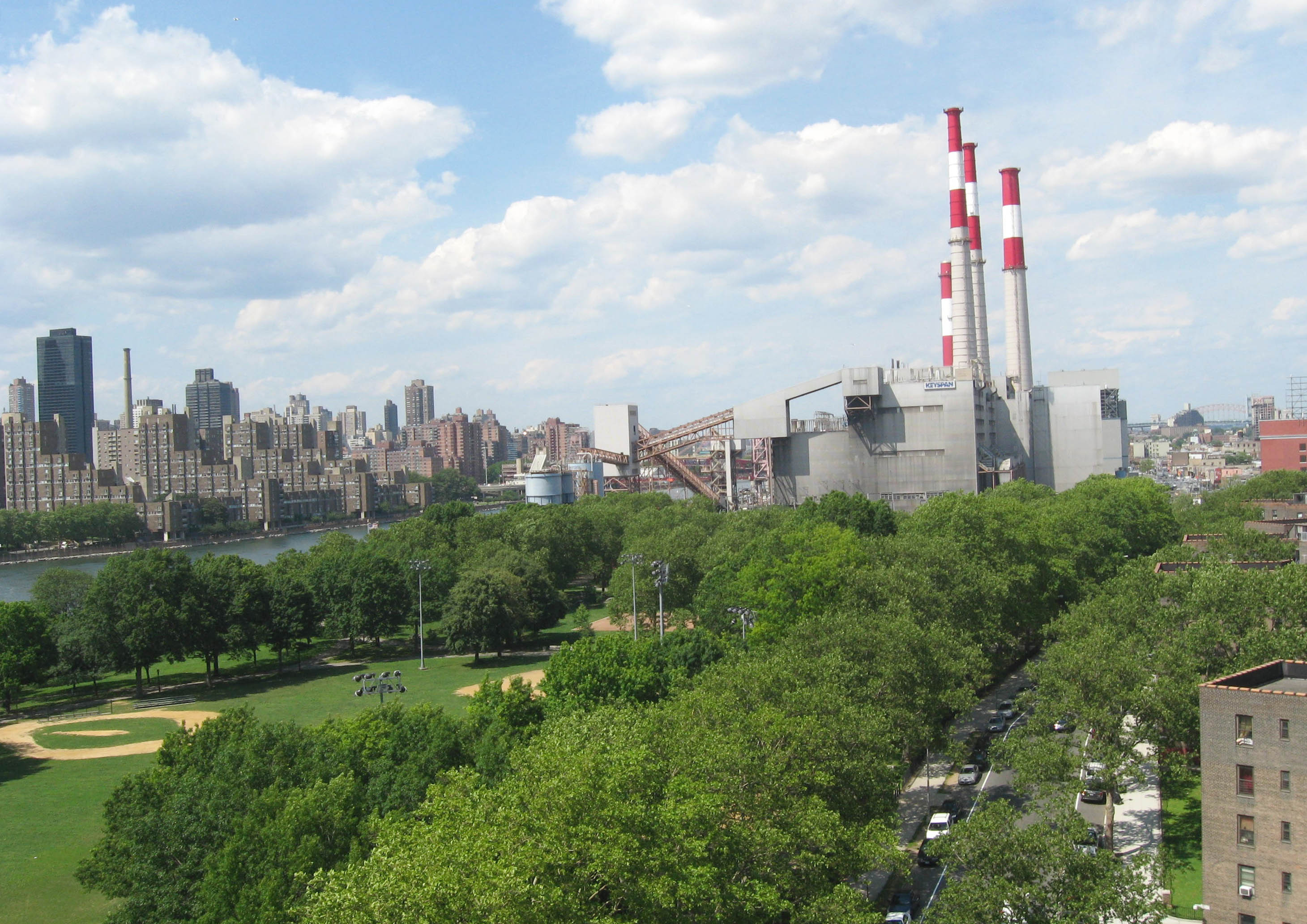
Queensbridge Park, sedd från Queensboro Bridge

De 26 brungrå sexvåningshusen som formar Queensbridge är de största av de tjugotvå projekt som finns i hela Queens, och ägs av New York City Housing Authority (NYCHA). Byggnaderna är placerade i ett mönster som liknar ett Y ovanpå ett annat Y, för att kunna fånga mer ljus än traditionellt. Tanken med mönstret är att mer ljus ska kunna skina in på husen och gårdsplanerna. För att kunna spara pengar valde NYCHA att byggnadernas hissar endast skulle kunna stanna på första, tredje och femte våningen. I övrigt är husen mycket typiska för de bostadsprojekt som byggdes under perioden.
Husen delas upp av små gräsmattor och stigar, och området hyser flera basketplaner. Direktanslutet till byggnadskomplexet finns Queensbridge Park med en fullt upplyst baseboll-plan, löparstigar och grönområden. Varje år genomförs också flera konserter i parken med allt från R&B till latino-musik. Bredvid Queensbridge Park strömmar East River, varför den i folkmun kallades East Park under 50-talet.
I enlighet med 1937 års Wagner Act byggdes grundläggande anläggningar som ett centralt shoppingcenter, sjukhem och sex lekparker i Queensbridge. På 50-talet uppfördes också ett bibliotek, ett områdescenter med auditorium, ett gymnasium med fritidsgård och ett kafé. Wagner Act skapades för att göra annars oattraktiva bostadsområden attraktiva för den amerikanska medelklassbefolkningen.
Efter en omfattande renovering år 2000 kan hissarna stanna på alla våningar. Lägenheterna, som är små även efter New Yorks standard, utrustades också med nya badrum, toaletter, ljussättning och golv.

## Demografi
- Befolkningen i Queensbridges bostadsprojekt (Census tract 25 i referens) sjönk med 19,8 procent från 1990 till 2000, då 1 626 av 8 223 personer flyttade ut.

- Av de idag 6 597 invånarna är de uppdelade enligt följande härstamning: 3 995 som svarta, 2 053 som latinamerikaner, 162 som vita, 146 som asiater, 94 som övrigt och 147 med två eller fler härstamningar.

- 37 procent är under 18 år, 54 procent är mellan 18 och 64 år och övriga 9,0 procent är 65 år och äldre. 13,4 procent av befolkningen är födda utanför USA.

- Bostadsprojektet har absolut lägst medelinkomst för hushåll i Queens Community Board 1 med $11 055 per år. 52,8 procent av invånarna och 52,4 procent av alla familjer befinner sig under fattigdomsgränsen.

- Av de 3 494 personer som är 25 år eller äldre har 54,3 procent klarat high school eller högre. 5,4 procent har examen från college eller högre.

- Av de 4 390 personer som är 16 år eller äldre och står till förfogande till arbetsmarknaden är 25,4 procent arbetslösa. (Vilka grupper man har inkluderat framgår ej.) Av de som arbetar är 63,5 procent kvinnor och 36,5 procent män.

- 1986 hade Queensbridge flest mord av alla offentliga bostadsprojekt i New York.

En orsak till att andelen vita är så pass låg är att alla hushåll i Queensbridge med en årsinkomst över $3 000 flyttades till andra delar av New York för att kunna ge bostad till låginkomsttagare med större behov av billiga lägenheter. Eftersom majoriteten av de som flyttade ut var av europeisk härkomst, och de som flyttade in var afroamerikaner, blev konsekvensen av reformen att invånarna i området från 1950-talet och framåt kom att bestå av latinamerikaner och afroamerikaner.

## Queensboro Bridge

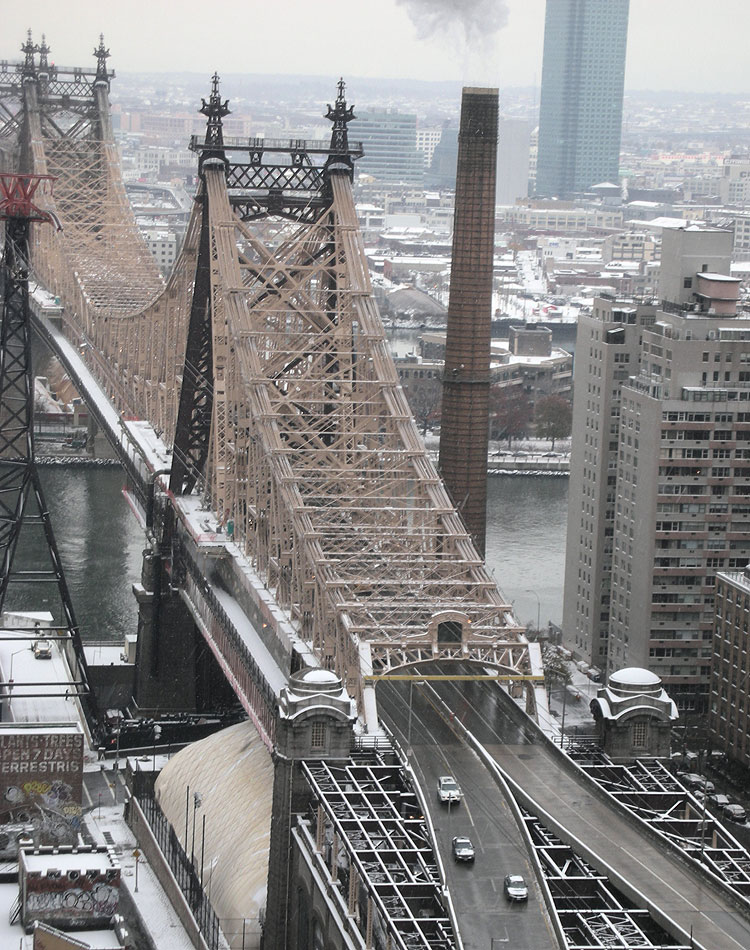
Bron sedd från Long Island-sidan 2007

Queensboro Bridge (också kallad 59th Street Bridge), ligger strax söder om Queensbridge, och började byggas under sommaren 1901 för att förbinda Manhattan med Queens och hela Long Island som Queens ligger på. Arbetet avslutades 1908 efter flera förseningar och en långvarig stålstrejk. Bron öppnades för trafik 1909 och hade då totalt kostat 50 liv och 20 miljoner dollar. Mycket tack vare bron kunde Queens utvecklas från ett lantområde till en borough med över en miljon invånare 1930. 1950 hade Queens över två miljoner invånare, och idag är det näst mest befolkade efter Brooklyn. Befolkningsökningstakten är dock högre i Queens än i Brooklyn, varför det förutspås att Queens kommer att växa om Brooklyn.
Efter att Queensboro Bridge:s belysning under 90-talet togs bort på grund av nedskärningar (kostnaden för belysningen var $75 000 årligen), valde The Queensbridge Wind Power Project att presentera ett förslag som innehåller byggandet av vindturbiner på bron. Vindkraftturbinerna skulle generera elektricitet till inte bara brons belysning, utan även till belysning i närliggande områden.

## Kända personer från Queensbridge
- Big Noyd, rappare
- Blaq Poet, rappare
- Bravehearts, rapgrupp
- Capone, rappare, medlem i hiphopgruppen Capone-N-Noreaga
- Cormega, rappare
- Craig G, rappare
- Havoc, musiker, medlem i hiphopgruppen Mobb Deep.
- Infamous Mobb, hiphopgrupp
- Julie Dash, filmskapare, författare
- Mel Johnson, Jr., skådespelare och filmproducent
- Marley Marl, hiphopproducent
- MC Shan, rapper
- Metta World Peace, basketspelare, rappare
- Nas, rappare
- Lou Del Valle, boxare
- Sean Green, basketspelare
- Roxanne Shante, rappare
- Tragedy Khadafi, rappare
- KMX, rappare
- Vern Fleming, basketspelare
- Nature, rappare